# 亨利·嘉当
亨利·嘉当（Henri Cartan，1904年7月8日—2008年8月13日），法国数学家，数学家埃利·嘉当之子，曾荣获沃尔夫奖。

## 生平
亨利·嘉当生于法国南锡，在法国巴黎高等师範学院获得博士学位。他曾研究代数几何、层论和同调代数，一些重要工作有上同调运算、基灵同调群和群上同调。他在法国几所大学有学术职位，多在巴黎工作。
亨利在1945年于巴黎开了一个研讨班，主要题目有多複变分析、层论和谱序列。这研究班对让-皮埃尔·塞尔、阿尔芒·波莱尔，亚历山大·格罗滕迪克和弗兰克·亚当斯等的后一辈数学家有深远影响。他也是布尔巴基小组的创会成员，是最活跃成员之一。
亨利和塞缪尔·艾伦伯格合著《同调代数》（Homological Algebra），以适度的抽象化和范畴论来论述。
他在1974年1月28日获选进法兰西科学院，在1976年获颁法国国家科学研究中心金奖章。
卡丹还是布尔巴基的创始成员之一，也是最活跃的参与者之一。他与塞缪尔·艾伦伯格的书是一本重要的著作，借助范畴论，以中等抽象水平处理了该主题。
卡丹利用他的影响力帮助释放了一些持不同政见的数学家，包括Leonid Plyushch和Jose Luis Massera。由于他的人道主义努力，他获得了纽约科学院的Pagels奖。
代数中的Cartan模型以Cartan命名。
卡丹于2008年8月13日去世，享年104岁。他的葬礼于随后的8月20日星期三在迪镇举行 。

## 外部連結
- 亨利·嘉当在互联网电影资料库（IMDb）上的資料（英文）
- Jackson, Allyn,  (PDF), Notices of the American Mathematical Society, July 1999, 46 (7): 782–8  [2015-07-09], （原始内容存档 (PDF)于2016-12-02）
- Illusie, Luc; Cartier, Pierre (ed.), Dossier （页面存档备份，存于）. Notices of the American Mathematical Society, Sept. 2010, vol. 57, issue 8
- Henri Cartan（页面存档备份，存于） at l'Académie des Sciences （法文）
- 亨利·嘉当在數學譜系計畫的資料。
- Biographical sketch and bibliography by the Société Mathématique de France on the occasion of Cartan's 100th birthday. （法文）
- Cerf, Jean,  (PDF), Gazette des Mathématiciens, April 2004, (100): 7–8  [2015-07-09], （原始内容 (PDF)存档于2008-09-09） （法语）
- Samuel, Pierre,  (PDF), Gazette des Mathématiciens, April 2004, (100): 13–15  [2015-07-09], （原始内容 (PDF)存档于2008-09-09） （法语）
- (PDF), European Mathematical Society Newsletter, September 2004, (53): 20–21  [2015-07-09], （原始内容存档 (PDF)于2020-08-07） (translations of above two articles from the SMF Gazette)
- Papers （页面存档备份，存于） by Henri Cartan as member of the 'Association européenne des enseignants' (AEDE) and the 'Mouvement fédéraliste européen' (MFE) are at the  Historical Archives of the EU（页面存档备份，存于） in Florence